# マセラティ・クーペ
マセラティ・クーペ（Maserati Coupé ）およびそのオープンモデルマセラティ・スパイダー（Maserati Spyder ）はイタリアのマセラティで2002年から2007年まで販売されていた高級スポーツカー。マセラティ グランスポーツ（Maserati GranSport ）は2005年から2007年まで販売されていたスポーツ・バージョン。後継モデルはグラントゥーリズモ。

## スタイル・機構

### クーペ
先代3200GTをベースに開発、デザインはジョルジェット・ジウジアーロ率いるイタルデザインが担当、テールランプ、ボンネットグリッド以外は先代のデザインをほぼ受け継いでいる。
トランスミッションは6速MTとパドルシフトで変速を行う6速セミATの2つが用意され、それぞれ6MT仕様車には"GT"、6AT仕様車には“カンビオコルサ”という名称が与えられている。
エンジン・駆動系はマセラティ伝統のV8・FRレイアウトがとられ、4.2L 90°V8 最高出力287kW(390PS)/7,000rpm、最大トルク451Nm(46kgm)/4,500rpmと先代より大幅にパワーアップされている。左／右ハンドルから選べる。

### スパイダー
2001年フランクフルトモーターショーで初披露、翌2002年のデトロイトモーターショーから生産開始。デザインはクーペと同じくイタルデザイン。クーペの2シーターオープンモデルである。クーペよりも全長4,303mm、全幅1,822mm、全高1,305mm、ホイールベース2,440mmと、ホイールベースが220mm短縮、それに伴い全長も220mm短くなっている。クーペと同様、“カンビオコルサ”と称するセミオートマがラインナップされている。左/右ハンドルから選べる。
Maserati Spyder 90th Anniversaryは2004年、マセラティ創立90周年を記念して発売したモデルである。専用設計された前後スポイラー、サイドスカート、ヘッドレスト後部のロールバーにはカーボン製のフェアリングが付きエアロダイナミクス設計され、見た目以上の特別設計が成されている。内外装は専用ブルーカラー、フェンダーには“Casa de Tridente”（マセラティロゴ）が付く。価格は1522万5,000円で世界限定180台が生産され、日本には8台が割り当てられた。

### グランスポーツ
2004年3月のジュネーブモーターショーで初めて公開された、よりスポーティなバージョン。空力特性の改善、サスペンション、エンジン、トランスミッションの再調整、よりスポーティなインテリアが特徴。フェラーリ-マセラティコンセプトデザイン開発部門の新任ディレクターであるフランク・スティーブンソンが、外装と内装の再設計を担当した。同様の改造が施されたオープントップのグランスポーツスパイダーは、1年後の2005年9月のフランクフルトモーターショーで発表された。
標準のクーペとスパイダーと同じフェラーリ/マセラティF136エンジンファミリーに属するF136 R V8を搭載しており、4,244 cc、ドライサンプ、90° V8エンジンを搭載している。しかし、主に排気システムと吸気マニホールドおよびバルブシートの改良により、エンジンの定格出力は7,000 rpmで401 PS (294 kW; 395 hp) に向上している。6速パドルシフト・トランスミッション（カンビオコルサ）のみが提供され、より迅速なシフトのために再調整された。バイパスバルブを備えた排気システムも、始動時とフルスロットル時に「うなる」ように特別に調整された。グランスポーツは、車高が10 mm低いスカイフック・アクティブサスペンションを採用した。グランスポーツの最高速度は290km/h、0から100km/hまでの加速時間は4.85秒とされている。
最高速度の向上は、6速ギア比の上昇と、より空力的な車体外装の変更によって可能になった。新しいバンパー、サイドスカート、リアリップスポイラー、アンダーボディパネルにより、抗力係数が0.02～0.33低下し、同時に揚力も減少した。フロントとリアのバンパーのクロームメッシュグリル、トライデント型スポークの「トロフェオ」デザインの19インチホイールも、グランスポーツの外装の特徴である。

## ギャラリー

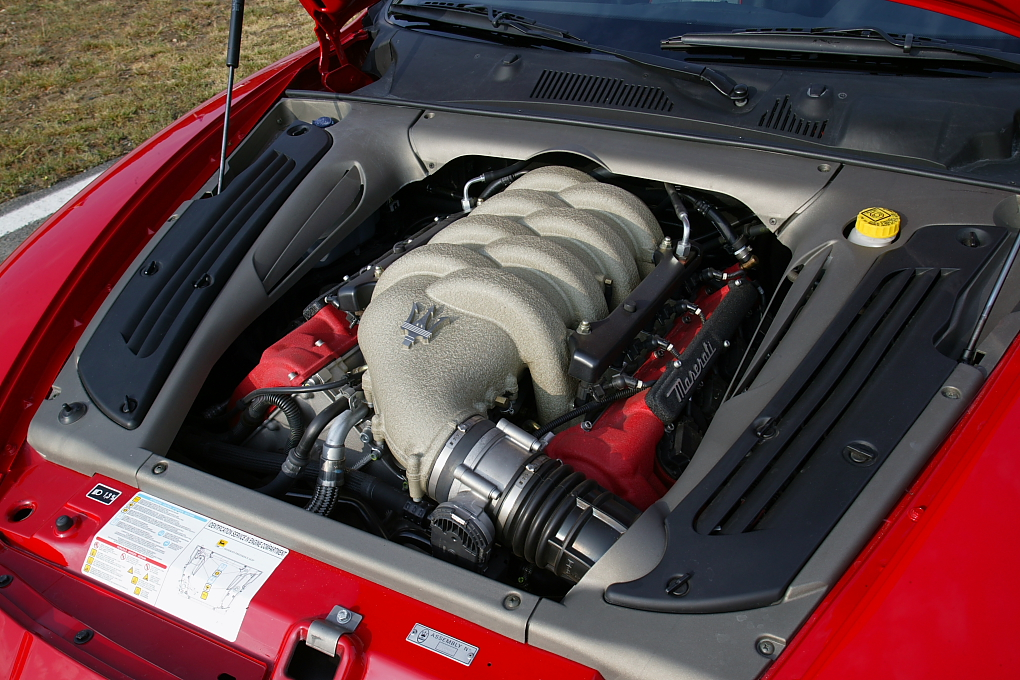
4.2L V8エンジン
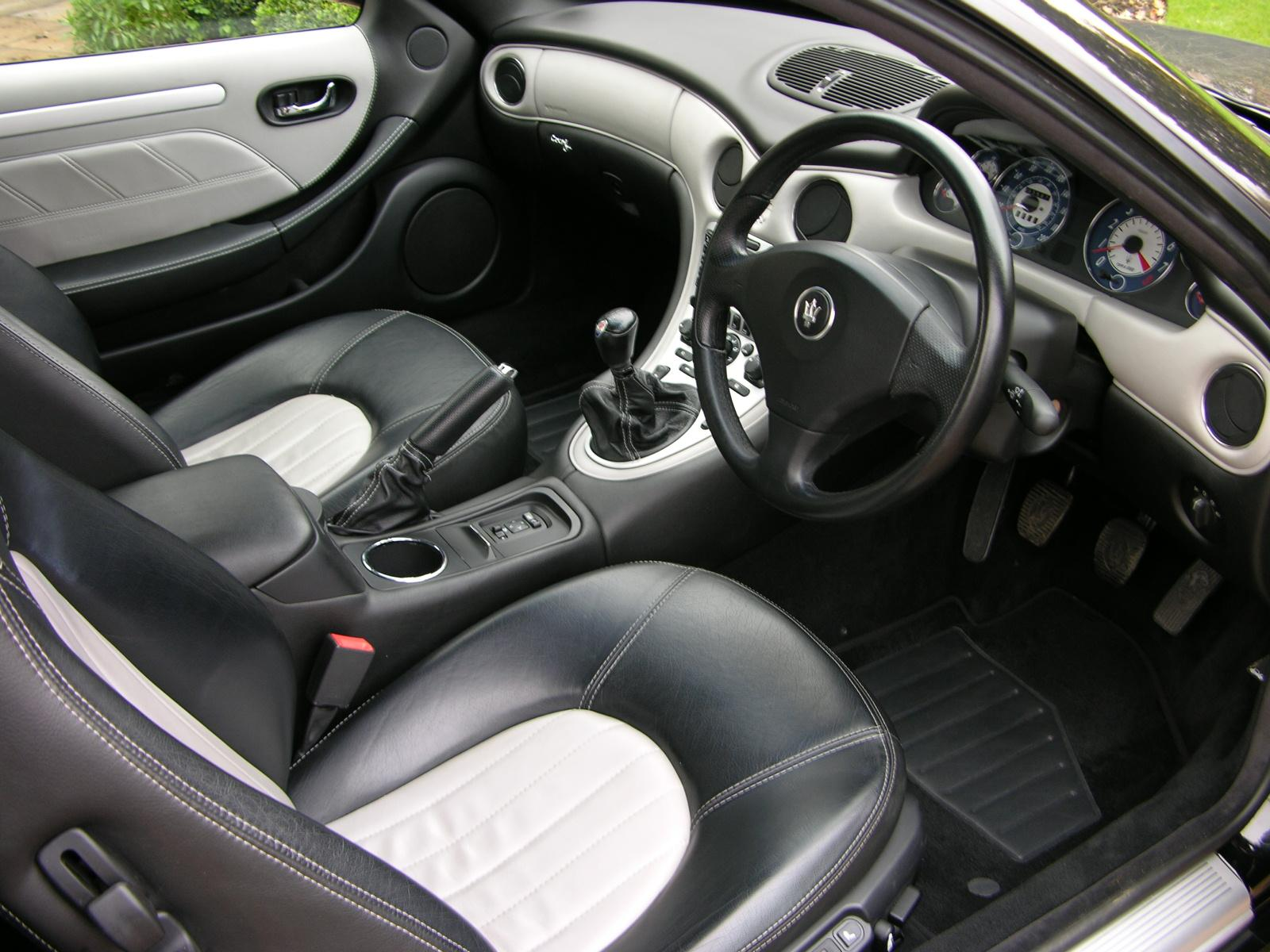
クーペのインテリア
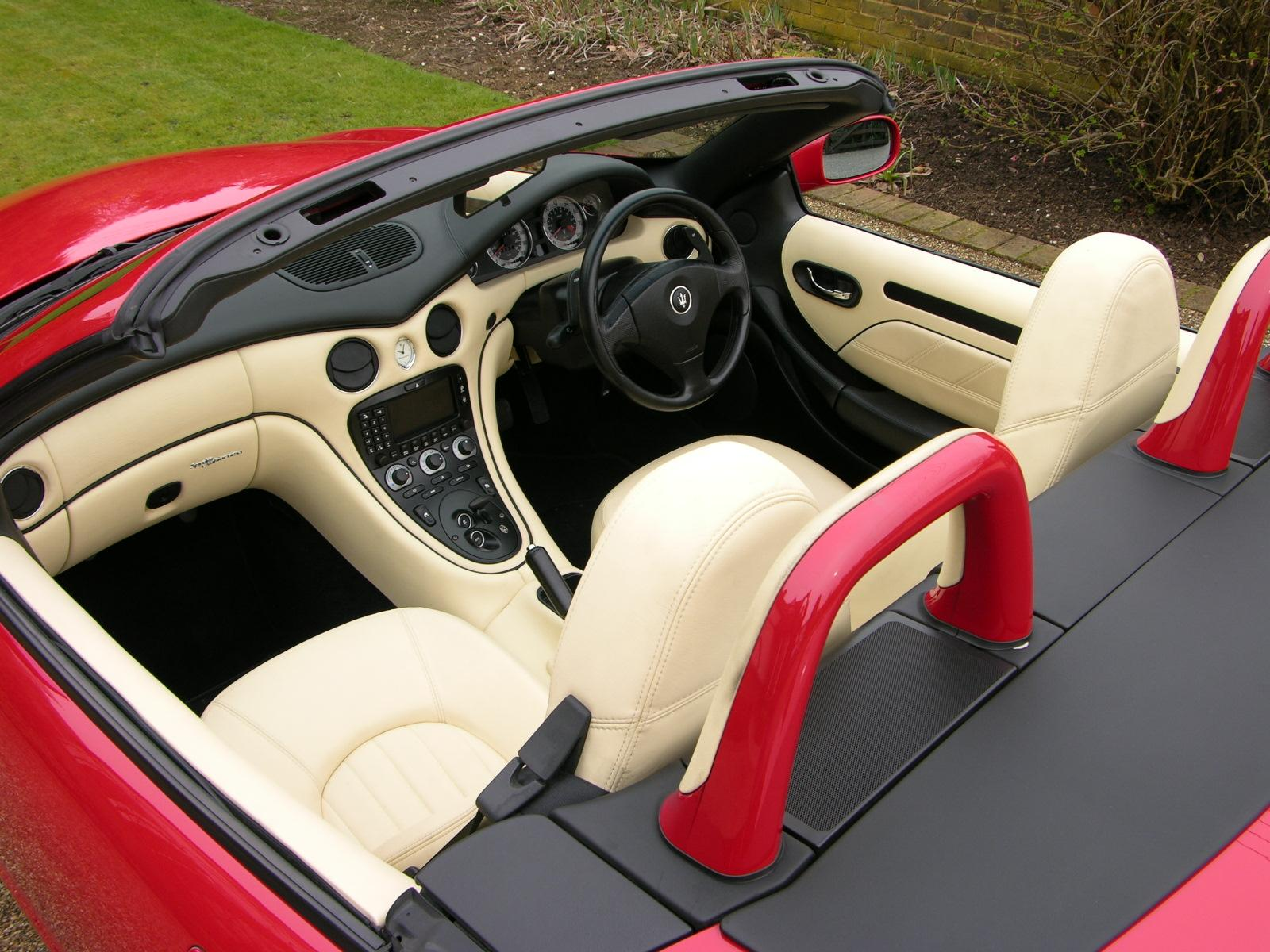
スパイダーのインテリア
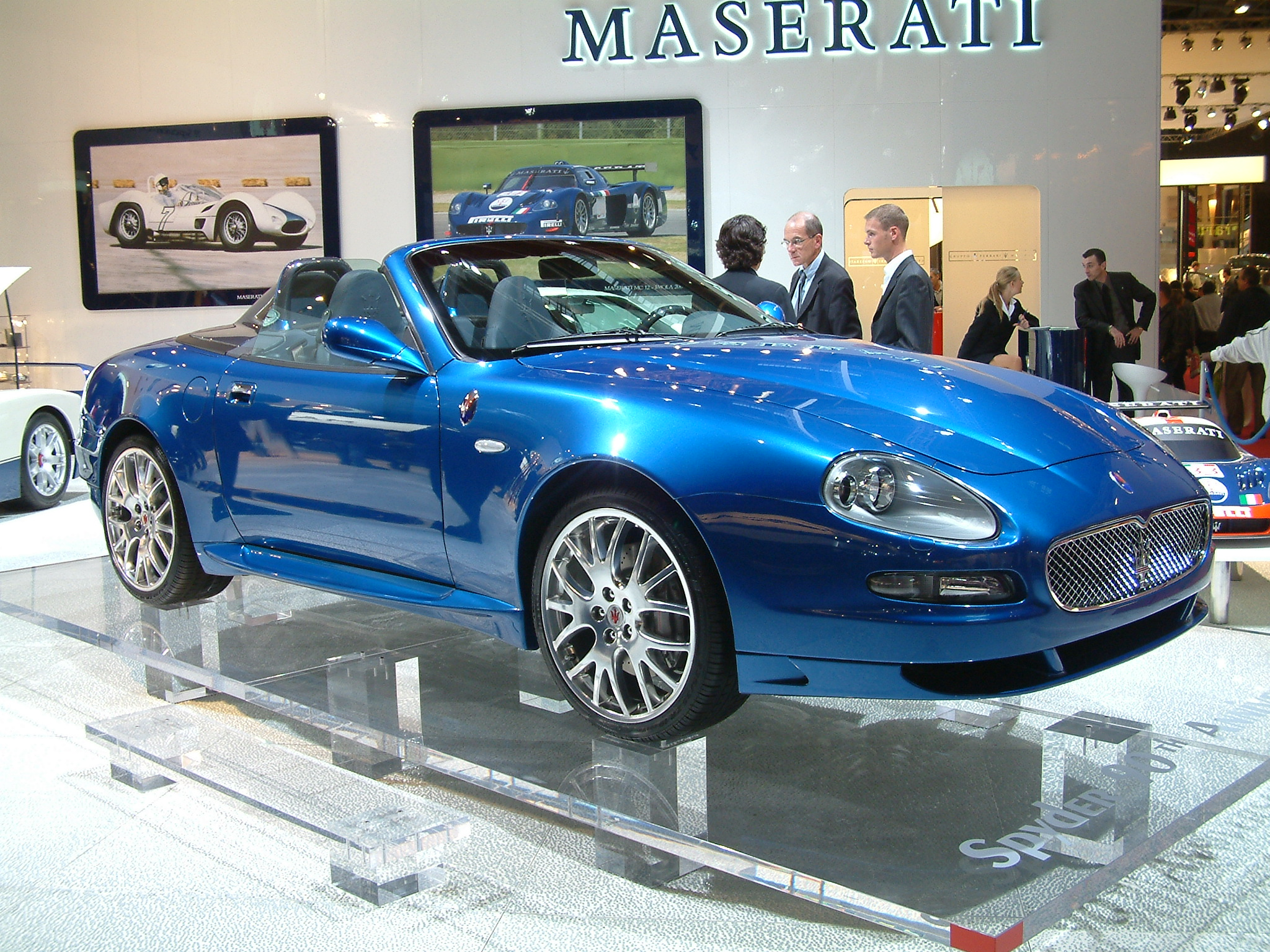
スパイダー90tｈアニバーサリーモデル